# Lambda del Taure
Lambda del Taure (λ Tauri) és un estel variable de la constel·lació del Taure de magnitud aparent +3,41. S'hi troba a uns 370 anys llum de distància del Sistema Solar.
Lambda del Taure és una binària eclipsant formada per un estel blau de tipus espectral B3V i una subgegant blanc de tipus A4IV. S'hi troben molt properes, només separades 0,10 ua —un 27% de la distància entre Mercuri i el Sol—, i el seu pla orbital està gairebé en la línia de visió. L'estel blanc és 95 vegades més lluminós que el Sol mentre que l'estel blau és 4.000 vegades més lluminós que el Sol. El sistema té una edat aproximada de 100 milions d'anys.
En ser menys lluminós l'estel blanc que el blau, quan el primer passa per davant de la segona, la lluentor de Lambda Tauri descendeix a magnitud +4,1. Això succeeix cada 3,95 dies, que correspon al període orbital del sistema, i l'eclipsi dura 1,1 dies de principi a fi. En l'eclipsi secundari (el pas de l'estel blau per davant de l'estel blanc) la variació de la lluentor és només una tercera part de la de l'eclipsi principal. A més, la proximitat entre ambdós estels fa que les forces de marea distorsionen la forma dels estels, per la qual cosa també la lluentor varia quan no hi ha eclipsis, en funció de la secció de l'estel que és visible. Hi ha certa evidència que pot existir transferència de massa entre els dos estels.
Un tercer estel, encara sense confirmar, podria completar el sistema estel·lar. De massa similar al Sol, orbitaria al voltant del parell interior a una distància de 0,4 ua, i el seu període orbital seria de 33 dies.